# Розмарина беба
Розмарина беба (енгл. Rosemary's Baby) је амерички психолошки хорор из 1968. године са Мијом Фароу у главној улози. Други је филм из трилогије Хорори стана Романа Поланског. Трилогија Хорори стана (који се дешавају унутар четири зида) настала је у периоду од 1965. до 1976. године а чине је три потпуно засебна и хронолошки неповезана филма: Одбојност (1965), Розмарина беба (1968) и Станар (1976).

## Прича
Филм почиње када се Розмари Вудхаус, млада и наивна домаћица, усели у стан у Њујорку. Њен супруг, Гај, је слабо познат глумац који би урадио све да постане популаран. Њихов живот се одвија нормално, упркос досадним старијим суседима са којима су се случајно упознали. Розмари убрзо остаје у другом стању. Све би било уобичајено да она свако вече нема ноћне море и да неколико њених пријатеља изненада не умире. Притом, бол који осећа у стомаку, далеко је од прихватљивог за труднице. Повезујући чињенице и хватајући детаље, Розмари закључује да су људи око ње у дослуху. Иако већ у деветом месецу, прикупља последњу снагу да свакодневно истражује сатанистичке ритуале за које сумња да се спроводе над њом. На крају открива да су њене комшије, као и њен супруг, вешци и вештице а да је дете које носи у утроби - дете самог Сатане. Крај филма је веома узнемирујући и изазива осећај немоћности и страха.

## Пријем филма
Роман Полански је користио веома узнемирујуће кадрове и музику да изазове непоновљив осећај напетости и језе. Иако у целом филму постоје свега две сцене типичне за хорор филмове, Розмарина беба се сматра једним од најбољих хорора свих времена. Амерички филмски институт је 2001. године овај филм ставио на 9. место, на листи 100 најузбудљивијих филмова свих времена.
Глумица Рут Гордон је 1968. године добила Оскар за најбољу споредну глумицу, за улогу Мини Кастевет у овом култном хорору.
Роман Полански је био номинован за Награду Оскар за сценарио.

## Улоге
| Глумац          | Улога           |
| --------------- | --------------- |
| Мија Фароу      | Розмари Вудхаус |
| Џон Касаветес   | Гај Вудхаус     |
| Рут Гордон      | Мини Кастевет   |
| Сидни Блекмер   | Роман Кастевет  |
| Морис Еванс     | Хач             |
| Ралф Белами     | др. Сапирстејн  |
| Чарлс Гродин    | др. Хил         |
| Викторија Ветри | Тери Ђинофрио   |
| Тони Кертис     | Доналд          |